# Monica Zetterlund
Eva Monica Zetterlund, née Eva Monica Nilsson le 20 septembre 1937 à Hagfors en Suède et morte le 12 mai 2005 à Stockholm en Suède, est une actrice et chanteuse de jazz suédoise. Elle a représenté la Suède au Concours Eurovision de la chanson 1963.

## Biographie
Elle est apparue dans plus d'une vingtaine de films et séries de télévision, notamment Les Émigrants en 1971 avec Liv Ullmann et Max von Sydow, d'après le livre de Vilhelm Moberg. Elle jouait Ulrika, une prostituée de village émigrée en Amérique pour y commencer une nouvelle et meilleure vie. Dans ce film, sa fille était jouée par sa vraie fille, Eva-Lena Zetterlund (sv). Mais la plupart des Suédois se souviennent de Monica pour avoir repris une chanson de Nat King Cole Walking my baby back home (Sakta vi gå genom stan).

Elle était surtout une interprète exceptionnelle, remarquable en particulier pour ses chansons de jazz.
En 1957, elle chantait avec Ib Glindemann et son groupe au Danemark et le groupe d'Arne Domnérus à Stockholm. C'est à cette époque qu'elle entame une carrière internationale et s'est fait un nom en enregistrant, en 1964, Waltz for Debby avec Bill Evans, qui reste encore aujourd'hui très écouté. Elle était un modèle pour de nombreux jeunes Suédois. Sa longue carrière comprend la chanson En gång i Stockholm, avec laquelle elle a représenté la Suède au Concours Eurovision de la chanson 1963, mais ce choix n'avait pas été très apprécié à l'époque. Malgré son score de zéro point, elle est parvenue à toujours rester populaire en Suède et la chanson est devenue un classique de l'Eurovision.
Monica s'est également produite dans des cabarets à New York, Londres, Paris et Copenhague. Elle a enregistré en Suède avec Harry Belafonte Belafonte - En gränskös kväll på operan (soirée sans frontières à l'Opéra) en 1966, aux États-Unis, avec l'orchestre de jazz Thad Jones/Mel Lewis, It only happens every time en 1977, et avec le bassiste Niels-Henning Ørsted Pedersen, This is all I ask, en 1988.
Elle souffrait énormément de scoliose, surtout dans les dernières années, ce qui l'obligeait à se produire sur scène avec de l'aide et à chanter assise. Elle a, par conséquent, été forcée de se retirer de la scène vers 2000.

## Sa tragique disparition
Le 12 mai 2005 dans l'après-midi, Monica est morte tragiquement dans l'incendie de son appartement. Alors qu'elle avait appelé les secours, gênée par sa maladie, elle n'a pu sortir à temps et fut rattrapée par les flammes.
Beaucoup diront que Monica avait aussi bien réussi sa carrière de chanteuse de jazz que de comédienne. Durant plus de 50 ans, elle a beaucoup aimé chanter, que ce soit en Suède ou à l'étranger, ayant une capacité spéciale d'attirer aussi bien le jeune public que le moins jeune grâce à son répertoire.
En 2013, un film biographique, Valse pour Monica (Monica Z), lui est consacré. C'est Edda Magnason qui l'interprète devant la caméra de Per Fly.

## Discographie
- Swedish Sensation (1958)
- Ahh! Monica (1962)
- Make Mine Swedish style (1964)
- Waltz for Debby (1964) (avec Bill Evans)
- Ohh! Monica (1965)
- Monica Zetterlund (1967)
- Monica – Monica (1971)
- Chicken Feathers (1972) (avec Steve Kuhn)
- Den sista jäntan (1973)
- Hej, man! (1975)
- It Only Happens Every Time (1977)  (avec le Thad Jones / Mel Lewis Orchestra)
- Monica Zetterlund - Ur Svenska Ords Arkiv (1982)
- Holiday for Monica (1983)
- Monica Zetterlund sjunger Olle Adolphson (1983)
- For Lester And Billie (1983) (hommage à Lester Young et Billie Holiday)
- Monica Z (1989)
- Varsamt (1991)
- Nu är det skönt att leva (1992)
- Topaz (1993)
- Ett lingonris som satts i cocktailglas (1995) (Coffret 6 CD )
- The Lost Tapes @ Bell Sound Studios NYC (1960/1996) (the lost American recordings from 1960)
- Det finns dagar (1997)
- Bill Remembered (2000) (hommage à Bill Evans)
- Z - Det bästa med Monica Zetterlund (2005) (compilation)

## Filmographie
- Svenska bilder (1964)
- Att angöra en brygga (1965)
- Nattlek (1966)
- Äppelkriget (1971)
- Utvandrama (Les Émigrants) (1971)
- Nybyggama (Le Nouveau Monde) (1972)
- Fimpen (1974)
- Rännstensungar (1974)
- Sverige åt svenskama (1980)
- Barna från Blåsjöfjället (1980)
- Valse pour Monica (2013)